# Guido Cagnacci
Guido Canlassi dit Cagnacci (né le 19 janvier 1601 à Santarcangelo di Romagna, dans la province de Rimini, en Émilie-Romagne - mort en 1663 à Vienne, en Autriche) est un peintre italien du XVIIe siècle, que l'on peut rattacher à la période tardive du baroque italien, appartenant à l'école de Bologne.

## Biographie
Vers 1617, on l'envoya étudier à Bologne, où il se lia d'amitié avec le Guerchin. Il se rendit à Rome avec lui en 1621-1622, où il put approfondir son penchant naturaliste.
Guido Cagnacci travaille à Rimini de 1627 à 1642.
À la fin des années 1630, il travaille à Forli où il réalise de grands tableaux de la Gloire des saints Valérien et Mercurial pour la coupole de la Madone des Fuoco en la cathédrale (1642-1644), actuellement à la pinacothèque.
Il fait un séjour prolongé à Venise 1650-1659, où il réalise un de ses tableaux les plus connus, La Mort de Cléopâtre (1658) représentant le suicide de Cléopâtre VII, conservé au Kunsthistorisches museum.
Son succès est consacré lorsqu'il est appelé à Vienne par l'empereur Léopold Ier. Il y restera jusqu'à sa mort en 1663.
Redécouverte
Cagnacci était même presque totalement oublié, avant sa redécouverte dans les années 1950. Les historiens d'art exhumèrent peu à peu l'image d'un peintre spécialisé dans les tableaux de demi-figures, représentant le plus souvent des héroïnes de l'histoire ancienne, telles Lucrèce ou Cléopâtre, de la mythologie et de la Bible, toutes cadrées à mi-corps, très dévêtues, et arborant des carnations éblouissantes, nacrées et moelleuses.

Originaire de Romagne, Cagnacci étudia à Bologne et fut marqué par les maîtres bolonais, les Carrache, Guido Reni, Le Guerchin. Il passa une décennie à Venise, avant d'entrer en 1658 au service de l'empereur Léopold Ier de Habsbourg à Vienne, où il acheva son existence.

## Œuvres

La Mort de Cléopâtre (1658)

- L'Enfant Jésus endormi, saint Jean Baptiste et Zacharie (attribution), vers 1630-1640, huile sur toile, musée Condé, Chantilly ;
- Le Christ avec saint Joseph et saint Eligius, 1635 ;
- Jeune martyre morte (sainte Mustiole), vers 1640, huile sur toile, 98 × 130 cm, musée Fabre, Montpellier ;
- Gloire de saint Mercurial, vers 1642-1643, Pinacoteca Civica dei Musei Comunali di Forlì, Émilie-Romagne ;
- David avec la tête de Goliath, vers 1645-1650, huile sur toile, Getty Center, Los Angeles ;
- La Mort de Lucrèce, vers 1657, huile sur toile, 87 × 66 cm, musée des beaux-arts de Lyon, inv. no B 287[4] ;
- Léopold Ier de Habsbourg, 1657-1658, huile sur toile, 190 × 120 cm, musée d'histoire de l'art de Vienne ;
- Saint Jérôme, vers 1659, huile sur toile, 160 × 110,5 cm, musée d'histoire de l'art de Vienne ;
- Marie Madeleine pénitente, vers 1659, huile sur toile, 43,5 × 53 cm, musée d'histoire de l'art de Vienne ;
- La Mort de Cléopâtre, 1659-1662, toile, 140 × 159 cm, musée d'histoire de l'art de Vienne[5] ;
- La Mort de Cléopâtre, vers 1660, huile sur toile, 120 × 158 cm, Pinacothèque de Brera, Milan ;
- Suzanne et les vieillards, huile sur toile, 144,5 × 173 cm, Musée de l'Ermitage, Saint-Pétersbourg ;
- Madeleine repentante, vers 1660-1663, huile sur toile, 229 × 266 cm, Norton Simon Museum, Pasadena ;
- Franciscain, huile sur toile, Musée des beaux-arts de Marseille ;
- Saint Sixe pape, 1627 (Museo di Saludecio e del Beato Amato, Saludecio) ;
- La Procession du Saint Sacrement, 1628 (Museo di Saludecio e del Beato Amato, Saludecio) ;
- Fresques de la Cappella della Madonna del Fuoco (Duomo, Forlì) ;
- L'Appel de saint Matthieu (Musei Comunale de Rimini) ;
- Allégorie de la vie (attribution ?), huile sur toile, 105,4 × 83,5 cm), Crocker Art Museum, Sacramento ;
- Marie-Madeleine soulevée de terre par un ange, huile sur toile, 192 × 38 cm, galerie Palatine, palais Pitti, Florence. Exécutée lors de son séjour à Venise[6].

Guido Cagnacci entre Lyon et Amiens

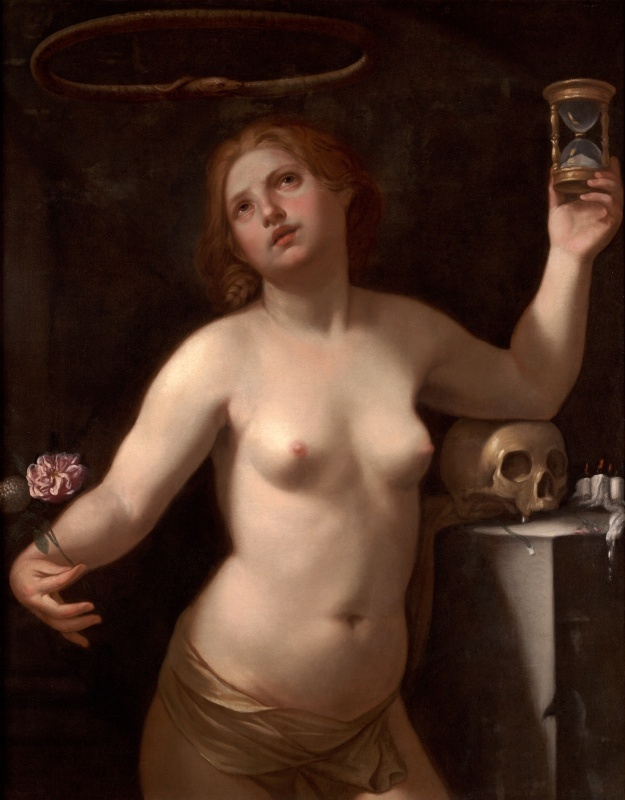
Allégorie de la vie.

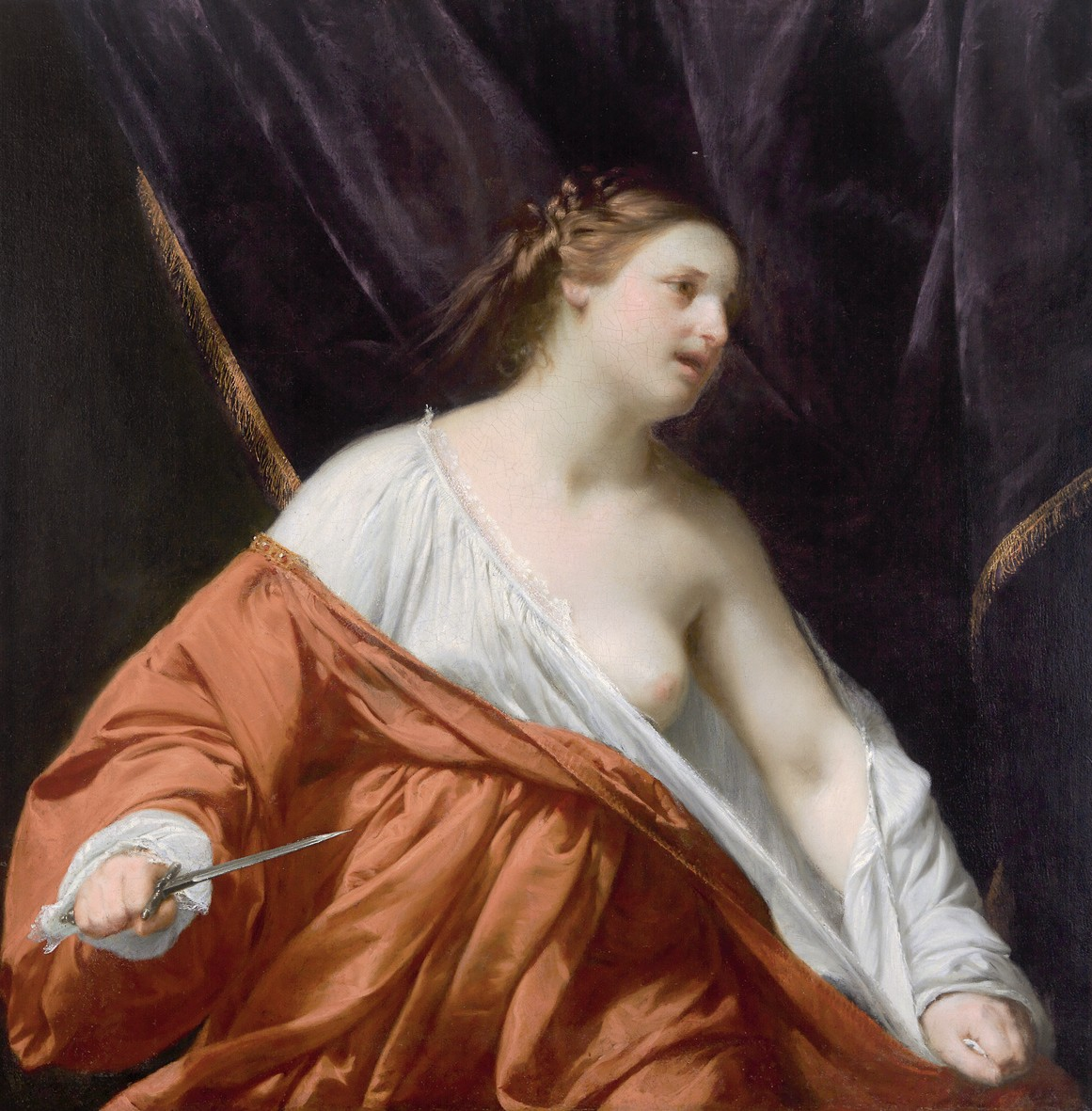
La Mort de Lucrèce, 1657, huile sur toile,, Lyon, MBA.

Pour admirer les œuvres de Cagnacci en France, c'est vers les musées de province qu'il faut aller. Deux immenses chefs-d'œuvre se répondent. L'un au musée de Picardie à Amiens, l'autre au musée des beaux-arts de Lyon.
Le premier est une allégorie de la Vanité et de la Pénitence que l'on reconnaît grâce au crâne, à la rose et à la fleur de pissenlit qu'elle tient.

L'autre, aussi sur fond noir et presque du même petit format, semble sa sœur jumelle mais, avec son poignard pointé sur son sein, représente Lucrèce (Lucretia en latin) est une dame romaine, épouse de Lucius Tarquinius Collatinus, qui fut violée par son cousin, s'est tuée de crainte d'être accusée d'adultère.

Symbole antique de la vertu conjugale, elle est ici un chef-d'œuvre de sensualité.

## Madeleine repentante
La réapparition de la Madeleine repentante sur le marché de l'art en 1981, vint bouleverser l'image que l'on s'était faite de l'artiste. Cagnacci pouvait peindre aussi des grandes scènes à plusieurs personnages. On connaît les circonstances de la commande grâce à une lettre écrite par le peintre en 1660 : « Je ne pourrai pas venir (à Venise) après Pâques parce que sa Majesté l'Empereur m'a fait promettre de lui peindre une Marie Madeleine repentante avec quatre figures grandeur nature ». Il poursuit : « puisque je ne sais pas peindre des pieds, que le Cavalier Liberi vienne et les peigne lui-même ».

Cette remarque caustique se rapporte aux critiques qu'il avait essuyées à Venise de la part du peintre Pietro Liberi et de l'historien Marco Boschini. Ces derniers lui reprochaient de ne faire que des demi-figures et le disaient incapable de peindre une figure entière, d'où la remarque ironique sur les pieds. Piqué par ces critiques et aiguillonné par le prestige du commanditaire, Cagnacci s'attaqua à ce qui devait être son œuvre la plus ambitieuse, cette Madeleine aussi magistrale qu'étrange par son iconographie inhabituelle.
Traditionnellement, le thème ne comporte qu'un personnage, Madeleine elle-même, représentée seule dans sa méditation, à demi nue et entourée des vestiges de la vie de plaisirs qu'elle récuse désormais : miroir, vases de parfums, bijoux, riches toilettes ... Avec la Contre-Réforme, le thème donne lieu à d’innombrables images de dévotion, souvent couplées avec celle de saint Pierre, Madeleine symbolisant la pénitence et saint Pierre le repentir.

### Iconographie originale

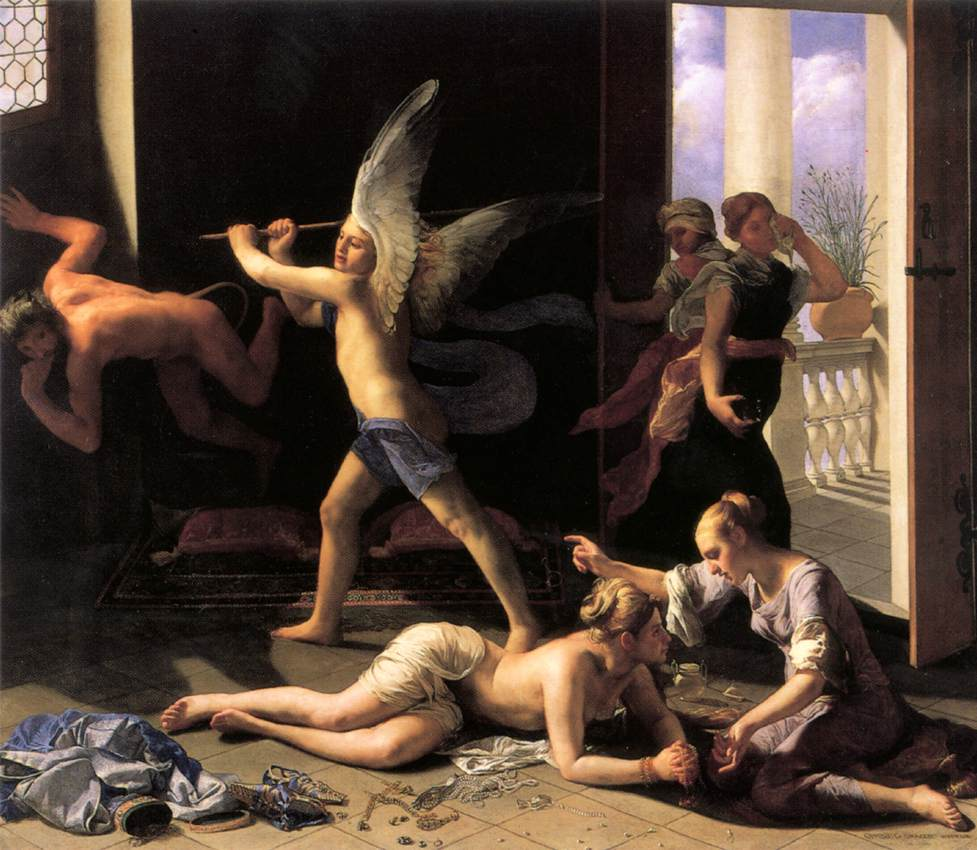
Madeleine repentante, vers 1660-1663, huile sur toile,, Norton Simon Museum, Pasadena.

L'œuvre de Cagnacci n'est pas une image de dévotion, c'est une grande composition dans le genre historique, et un éclatant démenti aux accusations de ses détracteurs. Voici quatre figures, grandeur nature — sans compter les deux du fond ! Mais qui sont tous ces personnages nouveaux, d'où sortent-ils ?
La tradition religieuse avait amalgamé trois personnages féminins des Évangiles du nom de Marie, en une seule figure, Marie Madeleine. C'est une jeune courtisane convertie par Jésus et passionnément attachée à sa personne. Elle est la sœur de la sage et pratique Marthe, que l'on reconnaît ici dans la femme assise s'adressant à Madeleine allongée au sol. À l'arrière-plan, deux servantes très agitées, comme choquées par la détresse de leur jeune maîtresse, sortent précipitamment de la pièce et gagnent la loggia baignée de lumière. Marthe pointe sa main droite vers une scène qui occupe toute la partie gauche du tableau : un ange est en train de fustiger et de chasser un diable volant. C'est la Vertu chassant le Vice, une allégorie de ce qui se passe dans l'âme de Madeleine.
Cagnacci a puisé à des sources littéraires et théâtrales. Notamment La Maddalena lasciva e penitente (1652), pièce religieuse de Giambattista Andreini, et La Humanità di Christo (1535) de Pierre l'Arétin,, qui décrit exactement la scène dépeinte par Cagnacci : après avoir écouté le prêche de Jésus au Temple, Madeleine convertie rentre chez elle, se dépouille de ses habits et s’abîme dans les affres du remords, que tente d'adoucir sa sœur Marthe.

Cependant, l'introduction de la scène allégorique est de l'invention du peintre. Il est très conscient de son originalité conceptuelle puisqu'il accompagne sa signature de la mention « inventor » (sous les pieds de Marthe). L'étonnant, est la fusion des différents registres (réaliste et narratif d'un côté, allégorique et surnaturel de l'autre) dans un même espace très concret, architecturé, et dans une même lumière naturelle et limpide qui rend l'ensemble vivant.
Détails
- L'ange et le diable

La Vertu a l'aspect d'un ange ailé, les cheveux agités par un souffle divin. Le Vice est un diable volant, tapi dans l'ombre, prêt à se dissiper comme une mauvaise nuée.
- Les servantes

Les servantes accentuent la dimension théâtrale de la scène. Celle qui s'élance en essuyant ses larmes porte un pot à onguent, chose qui désormais fait horreur à sa maîtresse.
- Le dialogue

La sage Marthe, impeccablement coiffée, console sa sœur Madeleine, dont le chignon négligemment noué trahit un esprit de désordre et dont le visage rougi par les larmes révèle la détresse.
- Le langage des mains

Redoublant le dialogue des visages et des regards, les mains nouées de Madeleine expriment la prière et la contrition et la main de Marthe, très éloquente, semble leur parler.
- Les bijoux

Dans les affres du repentir, Madeleine a jeté au sol ses somptueux habits et ses bijoux. Occasion pour l'artiste de peindre une magnifique nature morte.
- Les escarpins

Les escarpins brodés d'or sont une démonstration de virtuosité.

## Galerie

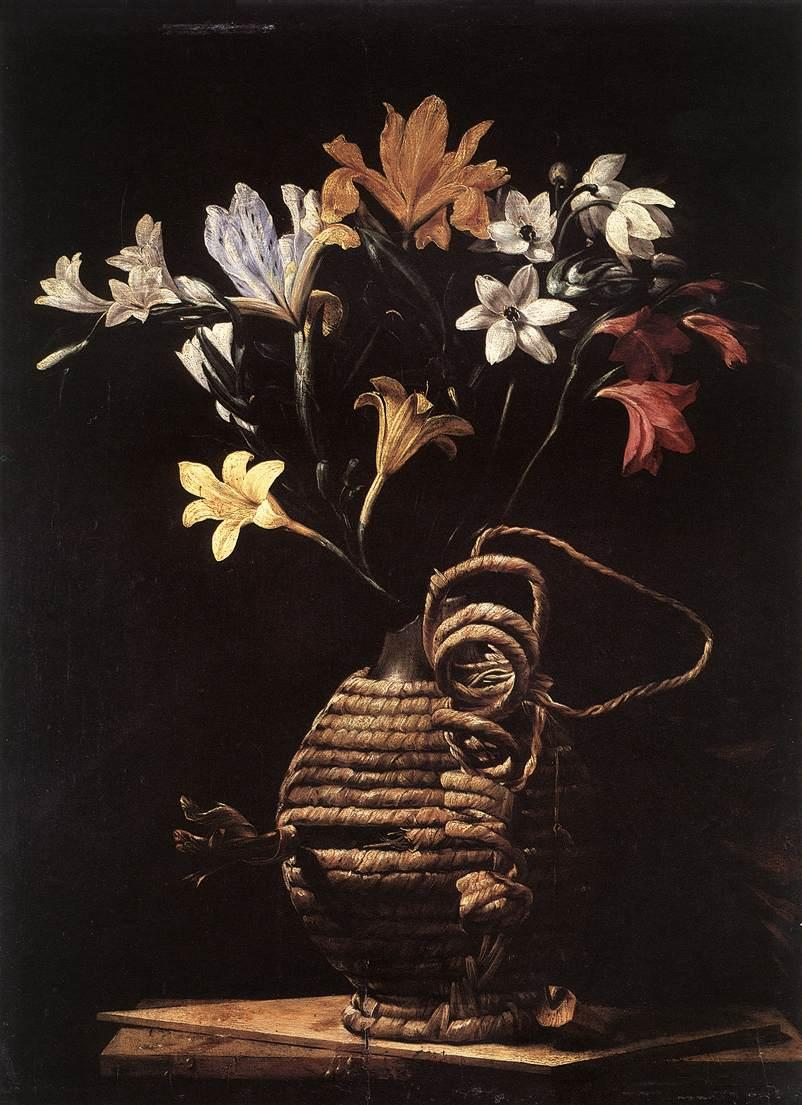
Fleurs dans une fiole, vers 1645, huile sur toile, Pinacoteca Civica di Forlì (en).
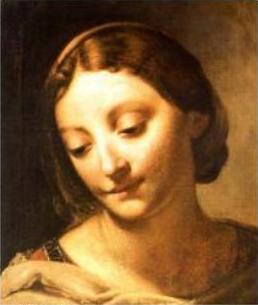
La Tête de la Vierge, 1re moitié de XVIIe siècle, huile sur toile, 44,5 × 38 cm, musée national de Varsovie.
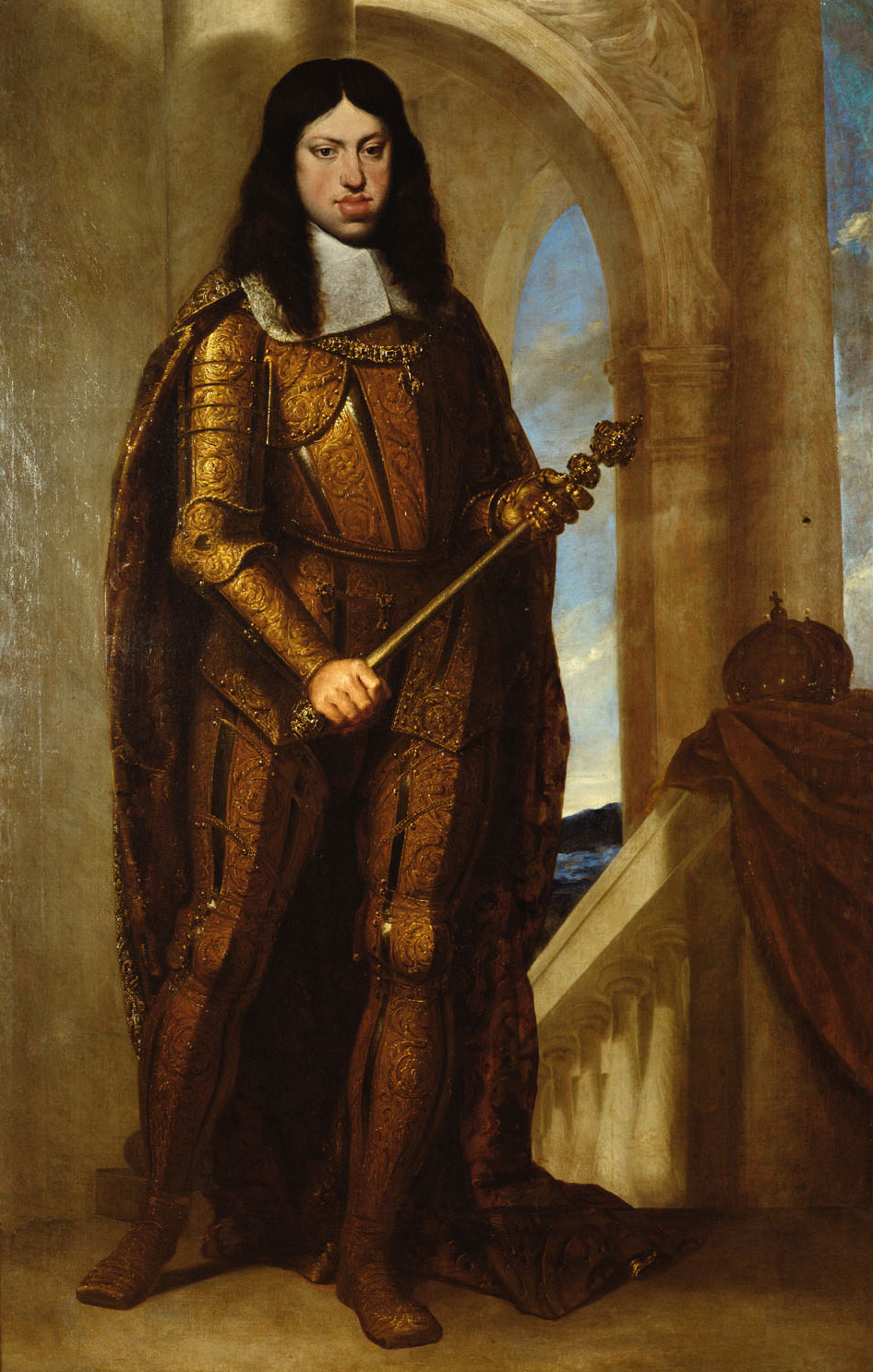
L'Empereur Léopold Ier, vers 1657-1658, huile sur toile, 190 × 120 cm, musée d'histoire de l'art de Vienne.
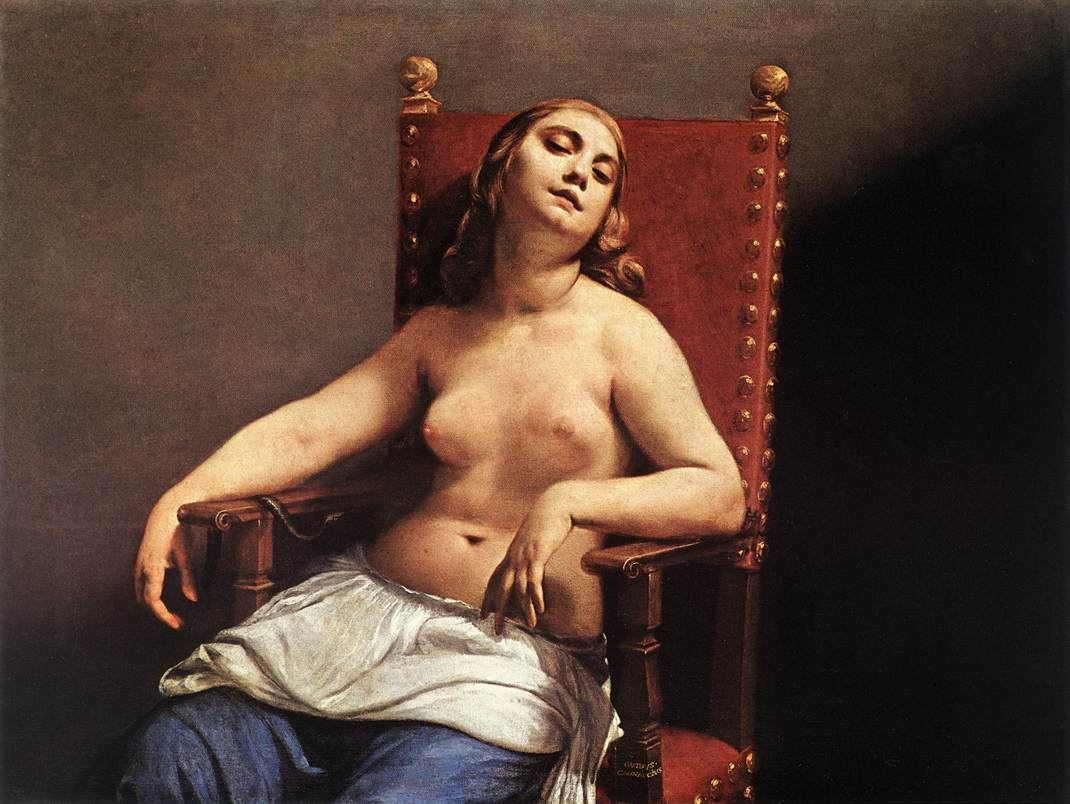
La Mort de Cléopâtre, vers 1660, huile sur toile, 120 × 158 cm, Pinacothèque de Brera.
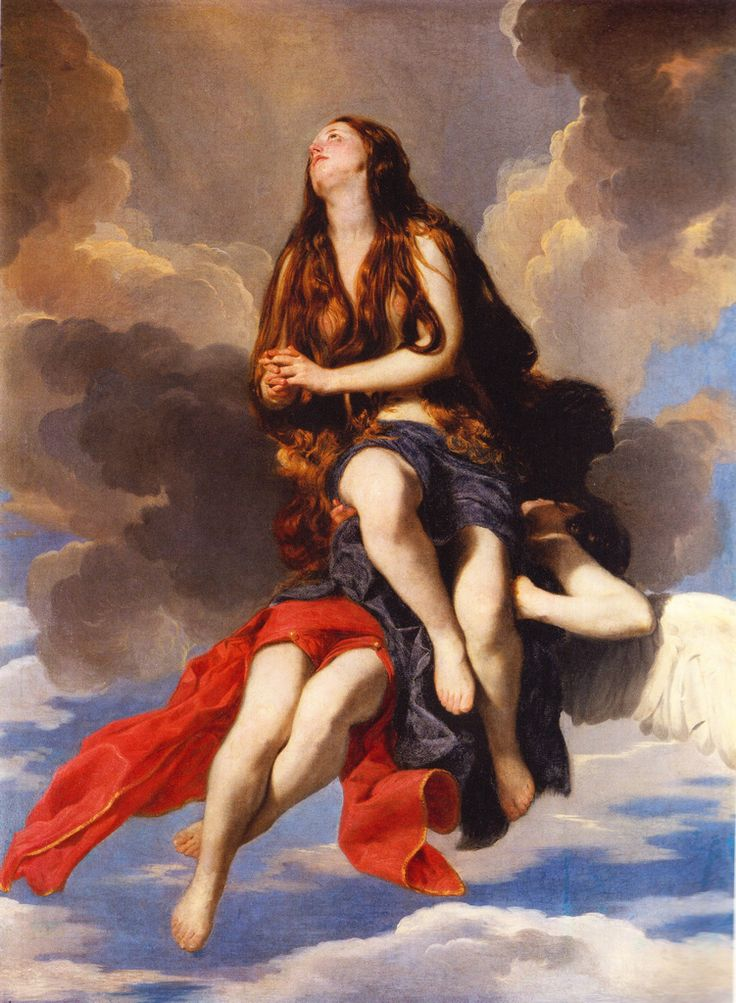
Madeleine soulevée par un ange, huile sur panneau, 192,5 × 38,5 cm, Palais Pitti.
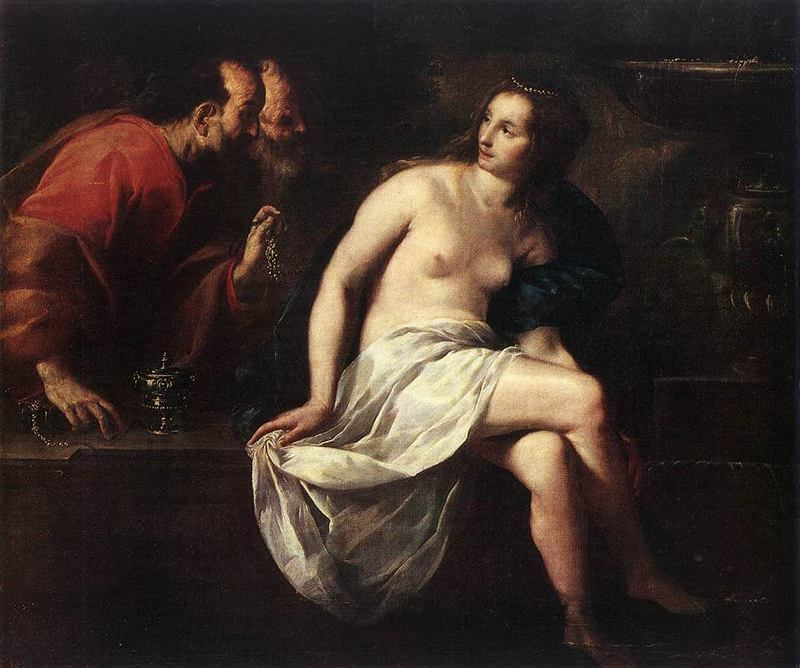
Suzanne et les vieillards, huile sur toile, 144,5 × 173 cm, musée de l'Ermitage.
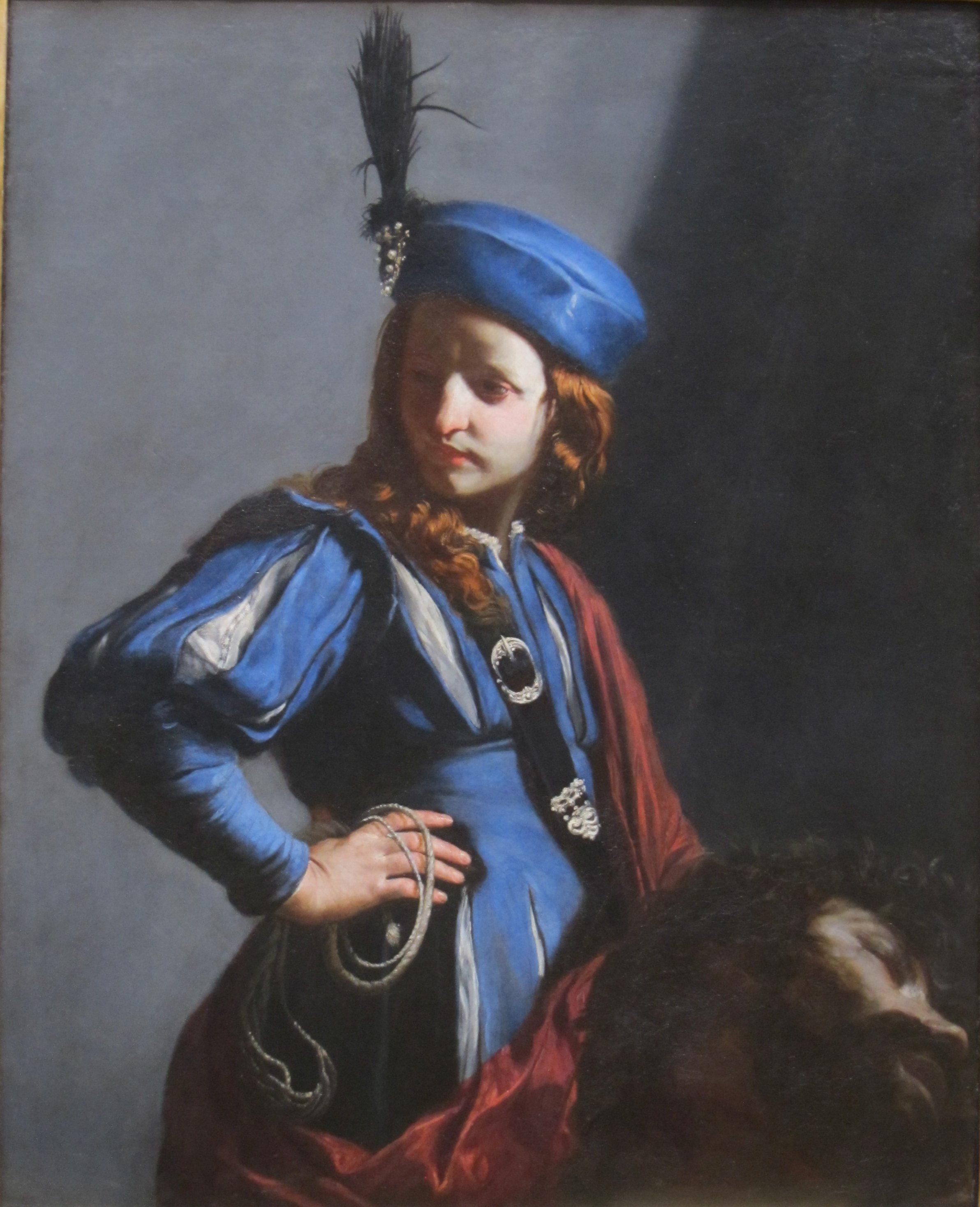
David avec la tête de Goliath, vers 1645-1650, huile sur toile, Getty Center.
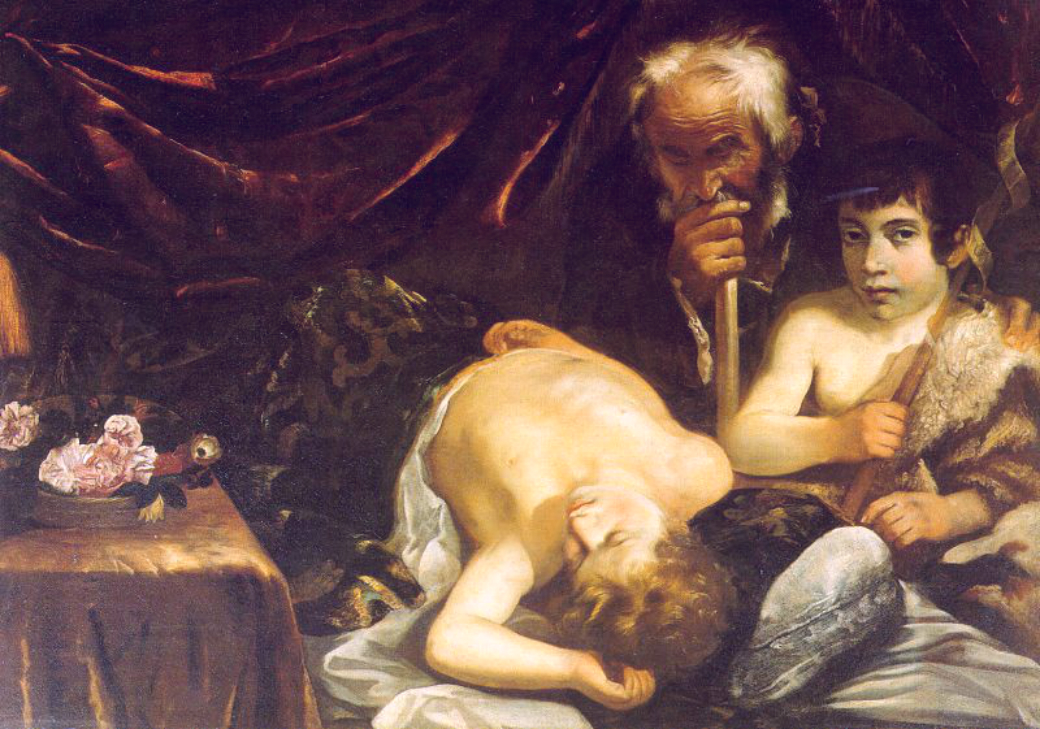
Jésus dormant avec saint Zacharie et saint Jean, vers 1630-1640, huile sur toile, musée Condé.
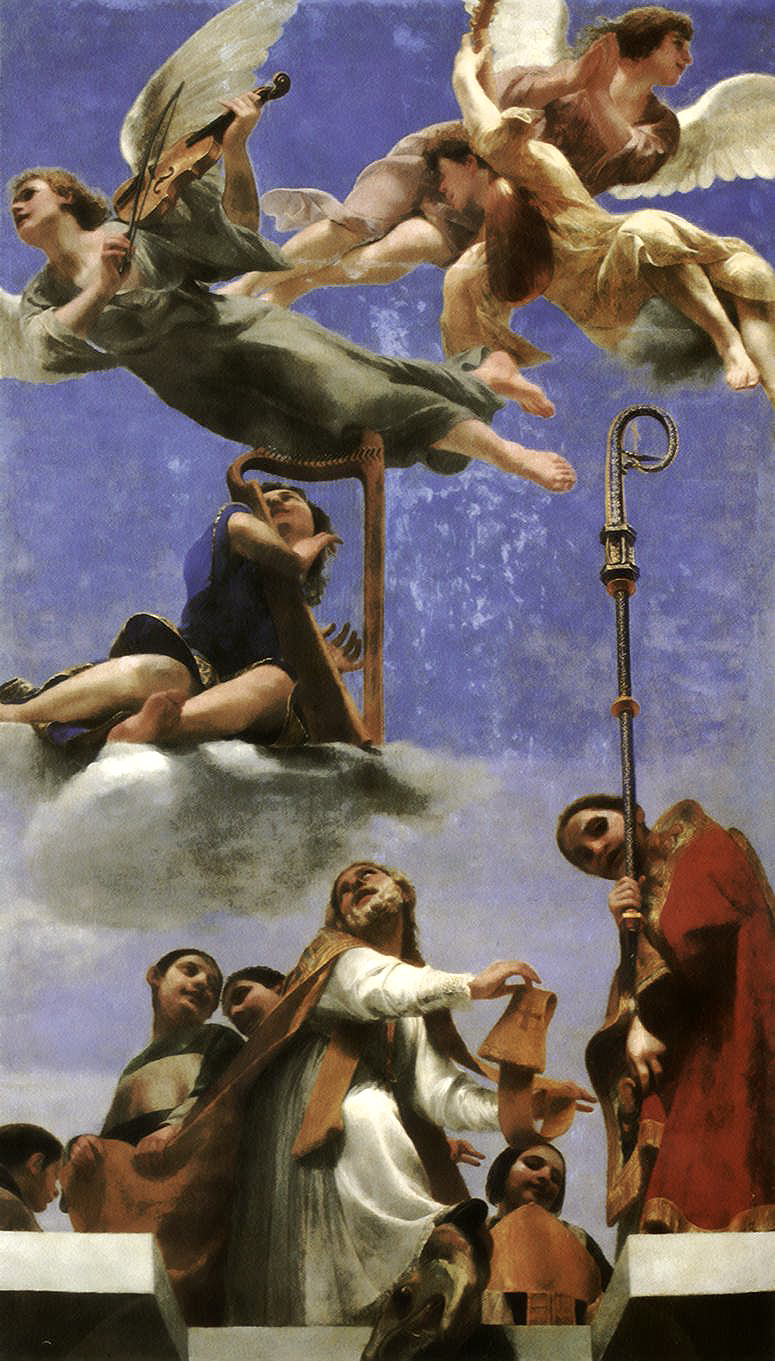
Gloire de saint Mercuriale, vers 1642-1643, Pinacoteca Civica dei Musei Comunali di Forlì.
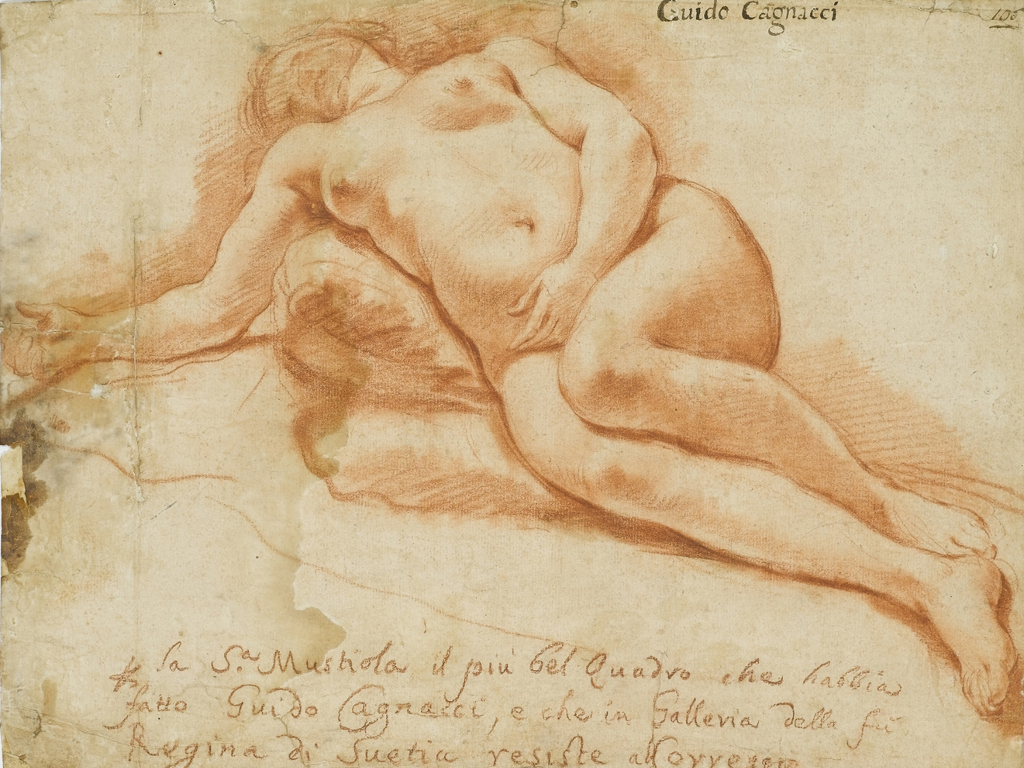
Étude de nu féminin, dessin, musée national des beaux-arts (Chili).
Saint Jérôme, vers 1659, huile sur toile, 160 × 110,5 cm, musée d'histoire de l'art de Vienne.
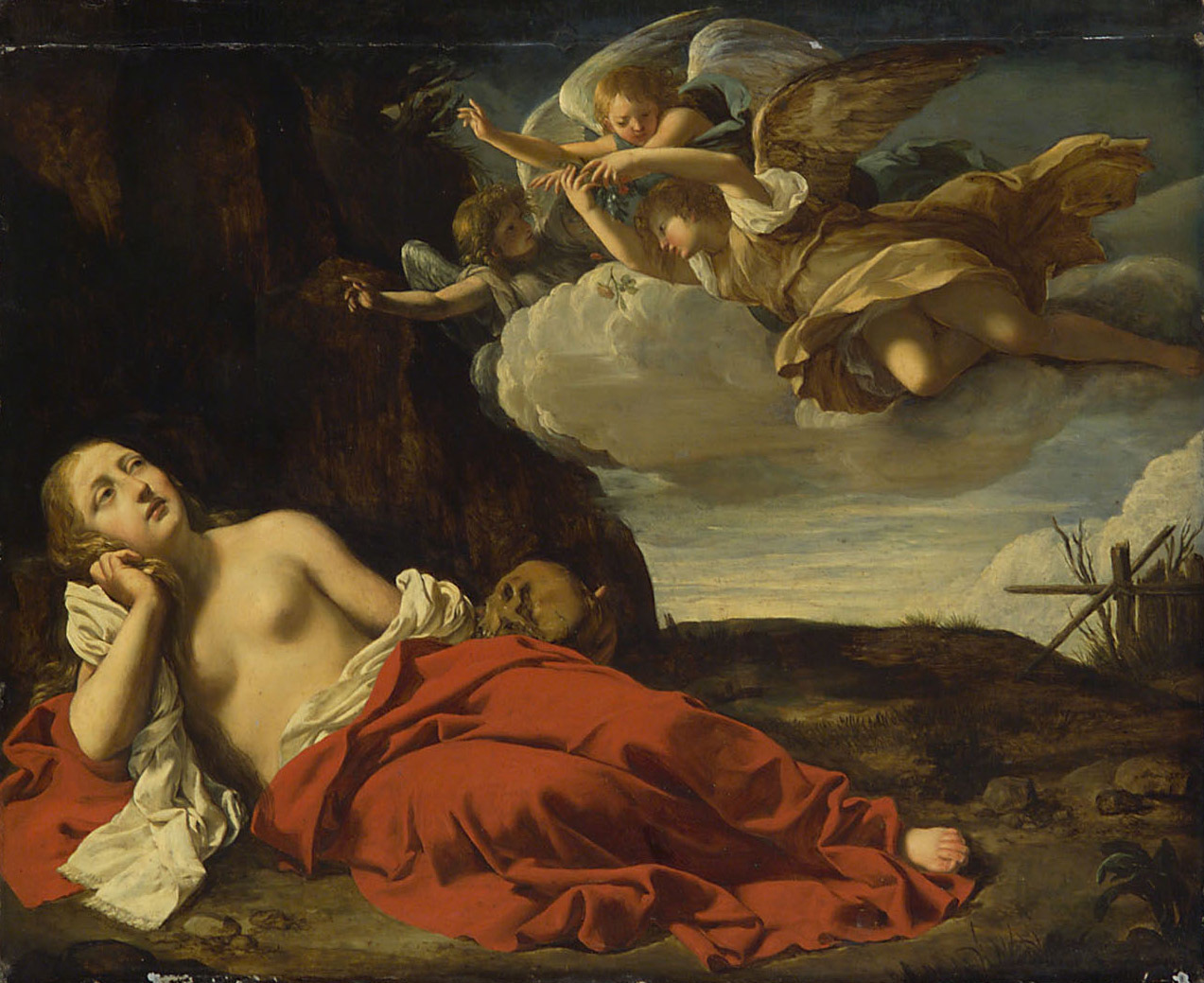
Marie-Madeleine pénitente, vers 1659, huile sur toile, 43,5 × 53 cm, musée d'histoire de l'art de Vienne.
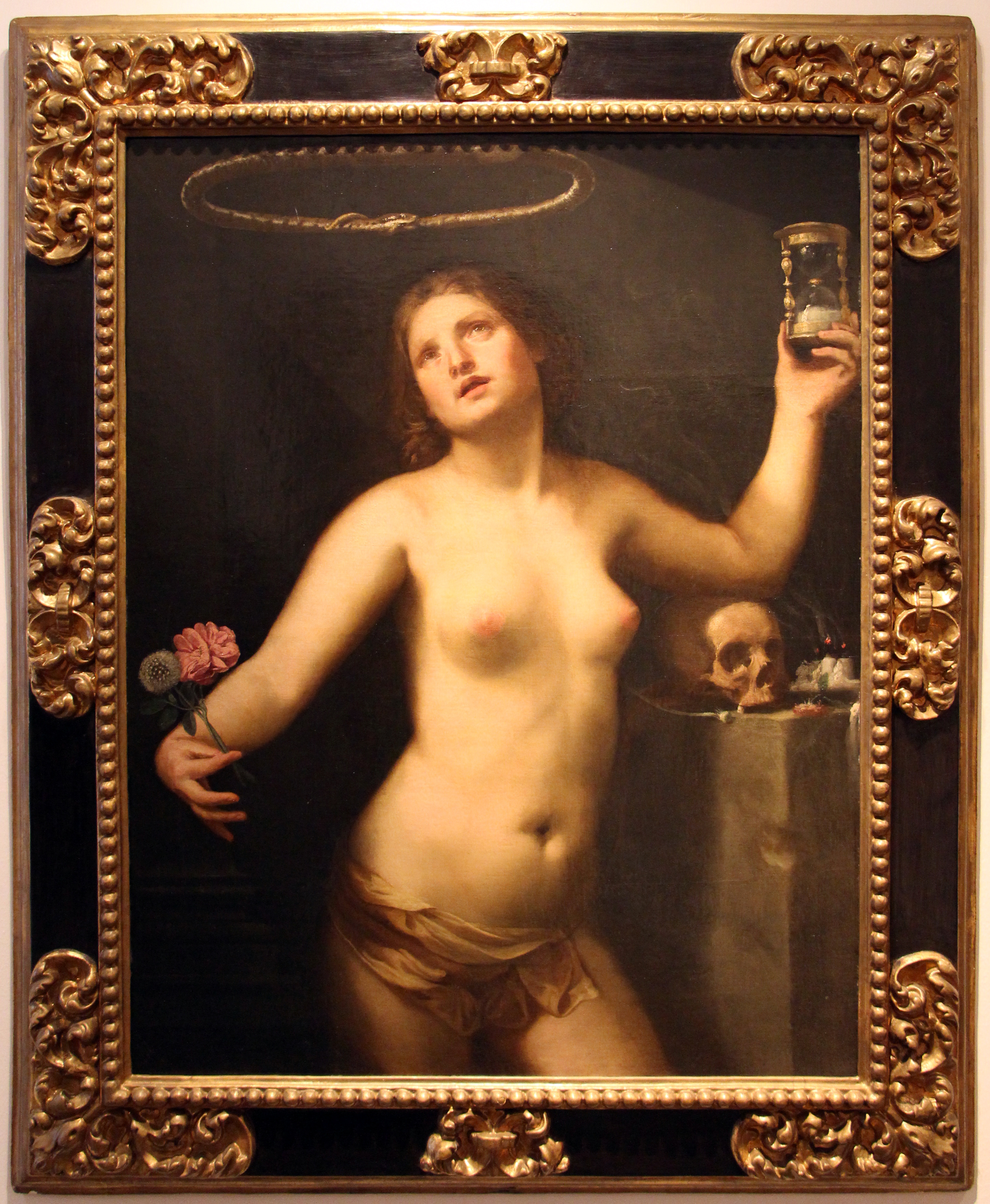
Allégorie du temps (la vie humaine), vers 1650, Fondation Cavallini Sgarbi, Ro (Ferrare).
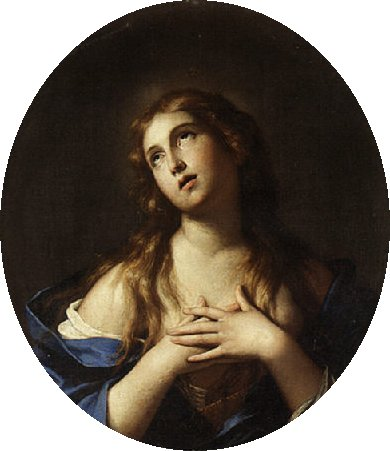
Marie-Madeleine, huile sur toile, 75,5 × 65,4 cm, collection particulière.
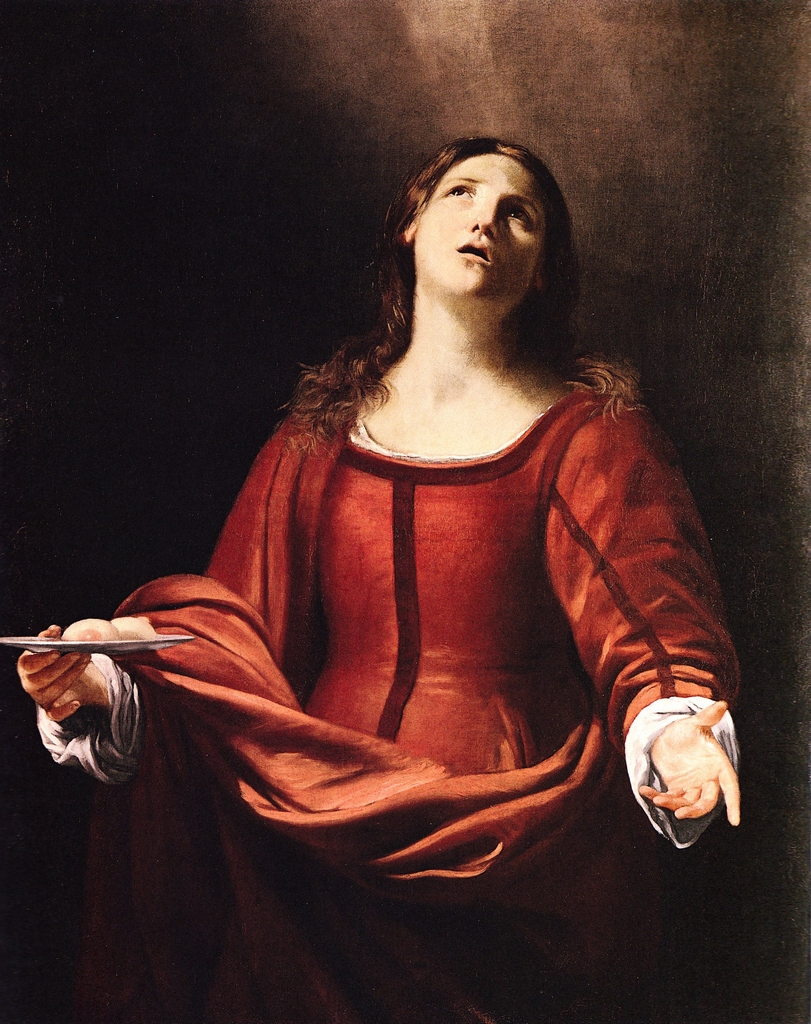
Sainte Agate, vers 1635-1640, collection particulière.

## Expositions
- « Cagnacci's repentant Magdalene: An Italian baroque masterpiece from the Norton Simon Museum ». National Gallery, Londres, du 15 février au 21 mai 2017.